# Любанский комбинат строительных материалов
Лю́банский комбинат строительных материалов (бел. Любанскі камбінат будаўнічых матэрыялаў) — белорусское предприятие по производству силикатного кирпича, расположенное в деревне Смольгово Юшковичского сельсовета Любанского района Минской области.

## История
Комбинат был введён в эксплуатацию в 1979 году. В 1980 году запущена в эксплуатацию вторая очередь комбината. С 1982 года — под современным названием. Проектная мощность комбината составляла 120 миллионов штук условного кирпича и 100 тысяч тонн извести. В 1997 году комбинат преобразован в открытое акционерное общество. По состоянию на 1999 год в составе комбината насчитывалось 3 цеха — горный, производства силикатного кирпича, обжига извести. В 2013 году комбинат был присоединён к Белорусскому цементному заводу на правах филиала. 5 декабря 2013 года ОАО «Любанский КСМ» было упразднено, 11 декабря было зарегистрировано новое юридическое лицо — филиал № 6 ОАО «Белорусский цементный завод».

## Современное состояние
Комбинат производит полнотелый, 3-пустотный и 11-пустотный кирпич (лицевой, рядовой, объёмно-окрашенный, фигурный) и камни силикатные. В 2011 году комбинат произвёл 105 миллионов  штук условного кирпича, и по этому показателю был вторым по объёму предприятием в Республике Беларусь, незначительно уступая «Гомельстройматериалам» (106 миллионов штук условного кирпича).
Сырьём для комбината являются расположенные неподалёку месторождения песка (Мордвиловичи) и мела (Хотиново — Новое Гурбище). Меловые карьеры в Хотиново стали местной ландшафтной достопримечательностью из-за ярко-бирюзовой воды.